# Camatagua (paroisse civile)
Pour les articles homonymes, voir Camatagua.
Camatagua est l'une des deux paroisses civiles de la municipalité de Camatagua dans l'État d'Aragua au Venezuela. Sa capitale est Camatagua, chef-lieu de la municipalité.

## Géographie

### Relief
Le relief de la paroisse civile est dominé par des collines au nord et des plaines au sud, le réservoir de Camatagua dominant le centre. Parmi les sommets du nord se trouvent les cerros El Charito, San Alejo, La Loma, La Vera, Potrerito et Camatagua, les lomos Las Guasgas, Tendida, de Mata et de Morgadito. Au centre, entre la capitale Camatagua et le réservoir s'allonge une cordillère dominée par le cerro Camatagua. Une autre chaîne de collines s'allonge entre les deux, plus au sud, jusqu'à la limite avec l'État de Guárico, dominée par le cerro Guarumen.

### Hydrographie
Le territoire est dominé par le réservoir de Camatagua officiellement « réservoir Ernesto-León-David » (Embalse Ernesto León David, en espagnol), qui atteint les 70 kilomètres carrés en hautes eaux,  inauguré en 1969, et alimenté par le río Guárico. Il est le principal point d'alimentation en eau de la capitale Caracas, située à quelque 70 kilomètres à vol d'oiseau au nord. 

### Démographie
Hormis sa capitale Camatagua et les deux villages de San Francisco de Cara et Guanayén engloutis lors de la mise en eau du réservoir, la paroisse civile possède plusieurs localités :
- Camatagua
- Camatagüita
- Correa
- El Jobal
- La Concepción Norte
- Paso de Cura
- Sabana Larga

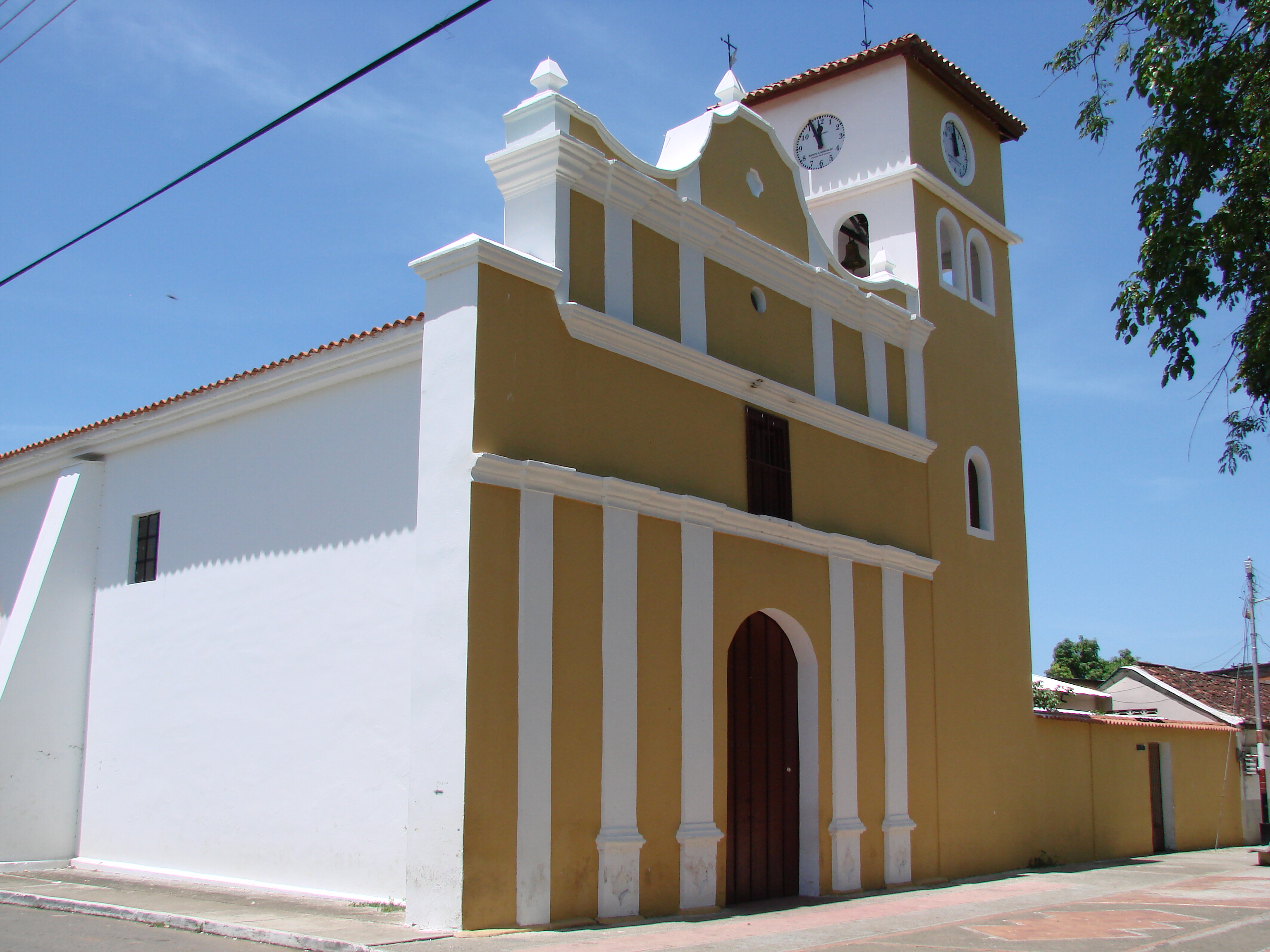
L'église de Camatagua.
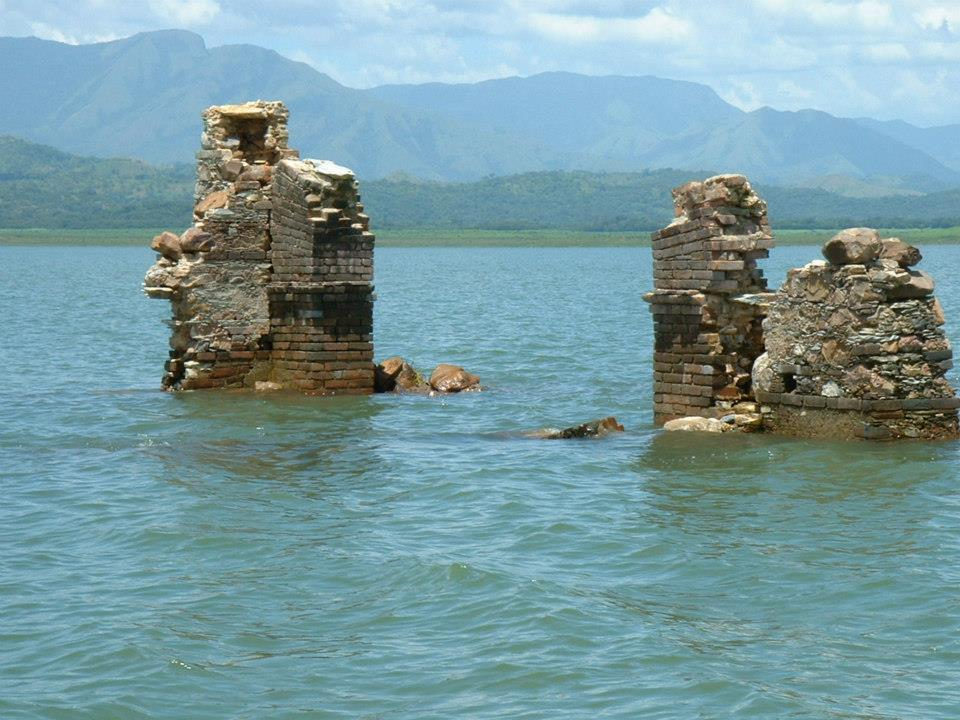
Des ruines de San Francisco de Cara.

### Transports
Le territoire est traversé dans une diagonale nord-ouest / sud-est par la voie dite « carretera Pardillal-Paso de Cura » desservant la capitale Camatagua, elle-même desservie par l'aérodrome de Camatagua.

## Environnement
Le réservoir de Camatagua est une importante réserve de faune aquatique, dont des membres des groupes de piranhas, de Cichlidae. Parmi les reptiles se rencontrent des tortues, le Caïman à lunettes et Crocodile de l'Orénoque. Parmi les espèces d'oiseaux, on peut observer le Caracara à tête jaune et le Tyran de Cayenne.

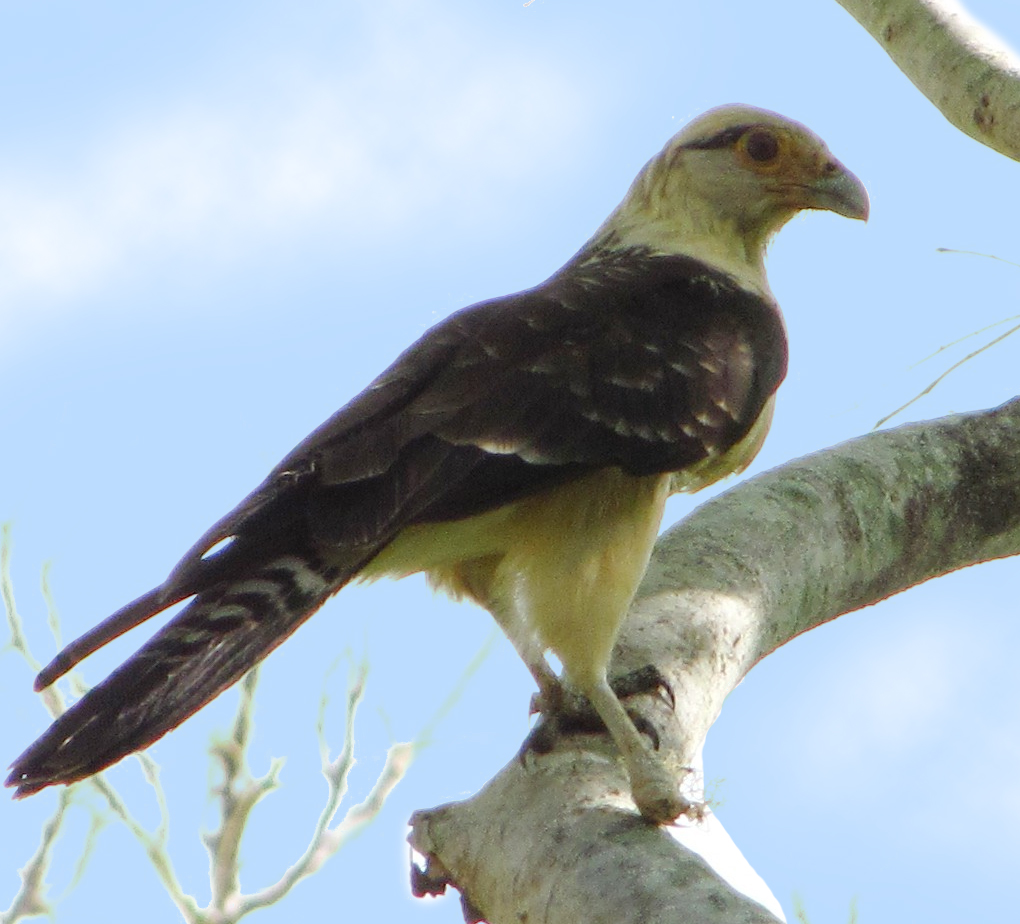
Un Caracara à tête jaune au réservoir de Camatagua.
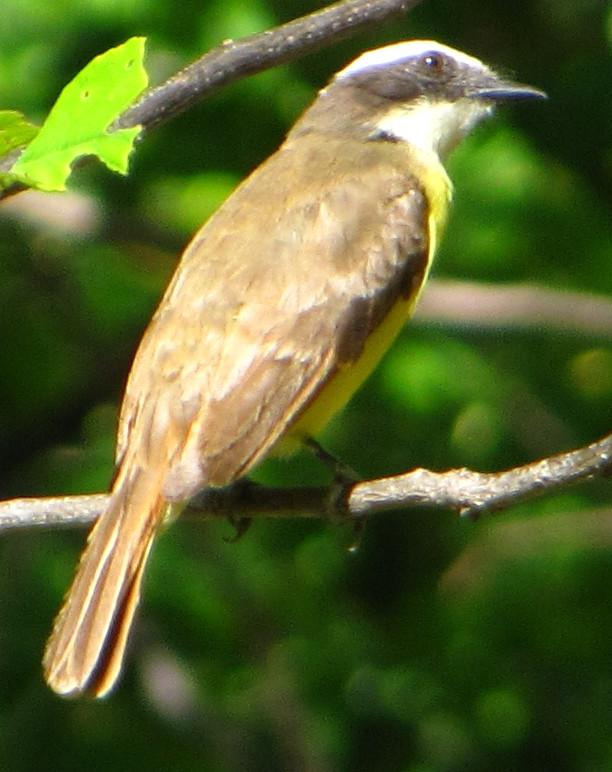
Un Tyran de Cayenne au réservoir de Camatagua.